# Бедфорд
Бедфорд (енгл. Bedford) је град у Уједињеном Краљевству у Енглеској. Према процени из 2007. у граду је живело 88.733 становника.

## Становништво
Према процени, у граду је 2008. живело 88.733 становника.
| 1981.  | 1991.  | 2001.  |
| ------ | ------ | ------ |
| 75,632 | 73,917 | 82,488 |

## Градови побратими
- Бамберг
- Арецо
- Ровиго
- Влоцлавек